# Palatinergarden
Palatinergarden (italiensk: Guardia Palatina d'Onore) var en infanterienhed under Kirkestaten som blev oprettet den 14. november 1850 af pave Pius IX gennem en sammenlægning af Kirkestatens to militsenheder, Guardia Civica Scelta og Milizia Urbana.
Korpset deltog i vagttjeneste i Rom, og var også i kamp flere gange, blandt andet i forsvaret af Rom mod piemontesiske styrker.
Efter Italiens samling i 1870 blev enheden begrænset til selve Vatikanbyen af de nye magthavere. Den forandrede da karakter, og fik en fortrinsvis ceremoniel karakter. Garden fortsatte også efter Vatikanstaten blev oprettet i 1929. Dens medlemmer var frivillige, som ikke fik anden betaling end et beløb som skulle betale for reparation eller nyanskaffelse af uniformen. Korpset var det eneste i Vatikanets tjeneste med sit eget militære musikkorps.
Under 2. verdenskrig blev gardens militære profil styrket og man tog flere frivillige ind, blandt andet fra Roms jødiske befolkning, så styrken voksede fra 500 før krigen til 2.000 omkring krigens afslutning. Da tyske tropper besatte Rom i september 1943, fik enheden til opgave, at beskytte Vatikanbyen og forskellige af Vatikanets bygninger i Rom og pavens sommervilla ved Gandolfo. Det kom til flere voldelige konfrontationer med italienske fascistiske politienheder.
Palatinergarden blev opløst i 1970 af pave Paul VI i forbindelse med ændringer iværksat i kølvandet på Det andet Vatikankoncil.